# Маунт-Кармел (Флорида)
Маунт-Кармел (англ. Mount Carmel) — переписна місцевість (CDP) в США, в окрузі Санта-Роза штату Флорида. Населення — 243 особи (2020).

## Географія
Маунт-Кармел розташований за координатами 30°59′30″ пн. ш. 87°7′28″ зх. д. / 30.99167° пн. ш. 87.12444° зх. д. (30.991549, -87.124366).  За даними Бюро перепису населення США в 2010 році переписна місцевість мала площу 13,73 км², з яких 13,69 км² — суходіл та 0,04 км² — водойми.

## Демографія
Згідно з переписом 2010 року, у переписній місцевості мешкало 227 осіб у 93 домогосподарствах у складі 66 родин. Густота населення становила 17 осіб/км².  Було 105 помешкань (8/км²).
Расовий склад населення:
| - 97,4 % — білих - 1,3 % — корінних американців |

До двох чи більше рас належало 1,3 %. Частка іспаномовних становила 0,4 % від усіх жителів.
За віковим діапазоном населення розподілялося таким чином: 27,3 % — особи молодші 18 років, 57,7 % — особи у віці 18—64 років, 15,0 % — особи у віці 65 років та старші. Медіана віку мешканця становила 43,3 року. На 100 осіб жіночої статі у переписній місцевості припадало 99,1 чоловіків;  на 100 жінок у віці від 18 років та старших — 81,3 чоловіків також старших 18 років.
Цивільне працевлаштоване населення становило 135 осіб. Основні галузі зайнятості: освіта, охорона здоров'я та соціальна допомога — 28,9 %, будівництво — 17,8 %, роздрібна торгівля — 12,6 %, науковці, спеціалісти, менеджери — 9,6 %.